# Аккерманівська копальня (вапнякова)
Аккерманівська копальня (вапнякова) – гірничодобувне підприємство у Оренбурзькій області Росії.
В 1938 році в Орську почався запуск Південно-Уральського нікелевого комбінату, першою сировинною базою для якого виступало Аккерманівське нікелеве родовище. Поблизу того ж селища Аккерманівка виявили величезне родовище високоякісних вапняків, розробка якого забезпечувала потреби печей комбінату у флюсах. А в 1955-му в сусідньому Новотроїцьку почав роботу Орсько-Халіловський металургійний комбінат, у складі першої черги якого ввели власний вапняковий рудник на Аккерманівському родовищі. Невдовзі обидві вапнякові копальні об’єднали та підпорядкували головному споживачу – Орсько-Халіловському комбінату.
Розробка ведеться відкритим способом із глибини до 80 метрів (всього ж поклади вапняків простежуються до глибини у 300 метрів, а їх загальні запаси оцінюють в сотні млн тон). В 1981 році на додачу до кар’єру «Центральний» також ввели в дію кар’єр «Північно-Західний». При цьому в 1981-му копальня видала 3,7 млн тон вапняків й існували плани збільшення її потужності до 6 млн тон.
В 2019-му новим споживачем вапняка з Аккерманівського кар'єру став запущений у Новотроїцьку завод кальцинованої соди.
На поверхні вапняків залягають пласти залізних руди завтовшки до 50 метрів, загальні запаси яких первісно оцінили у 300 млн тон. Втім, склад руд (природно-леговані бурі залізняки з вмістом заліза 32%, сидерити з вмістом заліза 27%) не сприяв їх залученню до господарського обігу, тому вилучені під час розкривних робіт залізні руди Аккерманівського родовища складуються у відвалах.